# Синдром на придобитата имунна недостатъчност
 Тази статия е за заболяването.  За физичния термин вижте Спин.  За други значения вижте Спин (пояснение).
Синдромът на придобитата имунна недостатъчност (СПИН) е заболяване на човешката имунна система, причинено от вируса на човешката имунна недостатъчност (ХИВ). Болестта прогресивно намалява ефективността на имунната система, правейки болния уязвим за опортюнистични инфекции и тумори.
ХИВ се предава чрез пряк контакт на лигавицата или кръвния поток със съдържаща вируса телесна течност – кръв, сперма, вагинална течност, предеякулат или кърма. Това предаване може да стане при анален, вагинален или орален секс, кръвопреливане, при употреба на замърсени хиподермични игли, при бременност, раждане, кърмене.
Филогенетичните изследвания показват, че ХИВ се появява в западната част на Централна Африка в края на XIX век или началото на XX век. СПИН е описан за първи път в Съединените щати през 1981 година, неговият причинител ХИВ е изолиран две години по-късно от екип на Института „Пастьор“, ръководен от Люк Монтание, а начинът му на действие е открит малко по-късно от Робърт Гало в Университета на Мериленд.
В наши дни СПИН има пандемичен характер, като през 2007 година броят на болните по света се оценява на 33,2 милиона души, а на жертвите на болестта – на 2,1 милиона души годишно, включително 330 хиляди деца. Над три четвърти от починалите са в Субсахарска Африка.
Макар че различни терапии на СПИН и ХИВ могат да забавят протичането на болестта, все още не съществува ваксина или лекарство, което напълно да излекува носителя на вируса. Антиретровирусната терапия намалява както смъртността, така и заболеваемостта при инфекция с ХИВ – при консистентно приемане на предписаните като част от терапията лекарства, пациентът може да очаква дълъг и пълноценен живот като при останалите хора; средната продължителност на живота при лечение с антиретровирусна терапия може да достигне тази на здрав човек. Лечението смъква количеството ХИВ в тялото до неоткриваеми стойности, ако вирусът бъде хванат преди да прерасне в СПИН. Човек с неоткриваеми ХИВ стойности вследствие на лечение не може да предаде вируса по сексуален път на своите сексуални партньори. Необходимите за антиретровирусната терапия медикаменти са скъпи, а в много страни от третия свят и труднодостъпни. В България антиретровирусната терапия е безплатна независимо дали заболелият е осигурен или не.
Важна част от борбата с ХИВ вируса е превенцията, затова много здравни организации промотират безопасния секс.

## Симптоми
Основните симптоми на СПИН са резултат от заболявания, които обикновено не се развиват при хора със здрава имунна система. Повечето от тях са инфекции, предизвиквани от бактерии, вируси, гъби и паразити, които при нормални обстоятелства се предотвратяват от увредените от ХИВ елементи на имунната система. Такива опортюнистични инфекции са често срещани при болните от СПИН и могат да засегнат почти всяка система от органи.
При болните от СПИН има и увеличен риск за развитие на различни форми на рак, като саркома на Капоши, рак на маточната шийка и лимфоми. Освен това болните често проявяват системни симптоми като треска, изпотяване, подути жлези, слабост и загуба на тегло. Конкретните опортюнистични инфекции, които развиват пациентите, зависят донякъде от преобладаващите инфекции в съответния географски район.

### Белодробни инфекции
Пневмоцистозата е сравнително рядко заболяване при здрави, имунокомпетентни хора, но е често срещана при инфектираните с ХИВ. Тя е белодоробна инфекция, предизвиквана от гъбата Pneumocystis jirovecii. Преди въвеждането в развитите страни на ефективна диагностика, третиране и профилактика, пневмоцистозата е основна непосредствена причина за смъртта на болните от СПИН. В развиващите се страни тя все още е сред първите признаци за развитие на СПИН при неизследвани пациенти, макар че по принцип не се развива едва когато CD4 клетките намалеят под 200 на микролитър кръв.
Туберкулозата заема особено място сред инфекциите, свързвани с ХИВ, защото тя може да се предава и на имунокомпетентни хора по дихателен път, трудно се лекува след идентифициране, а резистентнтостта към широк кръг лекарства е сериозен проблем. Коинфекцията с туберкулоза и ХИВ (TB/HIV) е основен проблем за световното здраве, според Световната здравна организация – през 2007 година 456 хиляди от починалите от тубелкулоза са ХИВ-позитивни, съставлявайки една трета от смъртните случаи от туберкулоза и почти една четвърт от жертвите на СПИН през годината. Въпреки че честотата на туберкулозата, съчетана със СПИН, намалява в развитите страни в резултат на подобрените медицински практики, положението е различно в развиващите се страни, където и инфекциите с ХИВ са най-масови.
В ранните стадии на ХИВ-инфекцията, при концентрация на CD4 над 300 клетки на µL, туберкулозата обикновено се проявява като белодробно заболяване. С напредването на болестта туберкулозата често се развива атипично, засягайки и други органи. Симптомите вече не са локализирани в определено място, а често засягат костния мозък, костите, отделителната и храносмилателната система, черния дроб, лимфните възли и централната нервна система.

### Инфекции на храносмилателната система
Езофагитът е възпаление на долното покритие на хранопровода. При наличие на ХИВ-инфекция той обикновено е предизвикан от гъби (кандидоза) или вируси (прост херпес или цитомегаловирус), в по-редки случаи – от микобактерии.
Хроничната диария при ХИВ-инфекциите може да се дължи на множество различни причини – от обичайни бактериални (салмонела, шигела, листерия, кампилобактер) и паразитни инфекции до редки опортюнистични инфекции с криптоспоридиоза, микроспоридиоза, Mycobacterium avium complex и вируси (астровируси, аденовируси, ротавируси и цитомегаловируси).
В някои случаи диарията може да бъде страничен ефект на някои медикаменти, използвани за третиране на ХИВ, или просто да съпътства ХИВ-инфекцията, особено в нейния начален стадий. Тя може да бъде и страничен ефект на антибиотици, използвани за третиране на бактериалните причини за диария. Предполага се, че в следващите стадии на ХИВ-инфекцията диарията се дължи на промени в начина, по който стомашно-чревния тракт усвоява хранителните вещества, и може би е свързана с наблюдаваната загуба на тегло.

### Неврологични и психиатрични проблеми
ХИВ-инфекцията може да доведе до различни невро-психиатрични последствия, както чрез инфектиране на станалата уязвима нервна система с различни организми, така и в резултат на самото заболяване.
Токсоплазмозата е болест, причинявана от едноклетъчния паразит Toxoplasma gondii. Тя обикновено засяга главния мозък, причинявайки токсоплазмен енцефалит, но може да засегне също очите и белите дробове. Криптоковият менингит е инфекция на менинкса, мембраната, покриваща главния и гръбначния мозък, от гъбата Cryptococcus neoformans. Тя може да причини треска, главоболие, умора и повръщане. Пациентите могат да получат припадъци и пристъпи на объркване, а оставена без лечение болестта може да бъде летална.
Прогресивната мултифокална левкоенцефалопатия е демиелинизираща болест, при която постепенното разрушаване на миелиновата обвивка на аксоните на нервните клетки уврежда предаването на нервните импулси. То се предизвиква от вирус, наличен при 70% от хората в латентна форма и развиващ се само при силно отслабване на имунната система. Заболяването се развива бързо, обикновено довеждайки до смърт месеци след диагнозата.
ХИВ-свързаната деменция е метаболитна енцефалопатия, предизвикана от ХИВ-инфекцията и подсилвана от инфектираните с ХИВ мозъчни макрофаги и микроглия. При инфектиране тези клетки отделят както човешки, така и вирусни невротоксини. Честотата на деменцията е 10 – 20% от ХИВ-инфекциите в западните страни, но едва 2% в Индия. Тази разлика може би се дължи на различната разновидност на ХИВ в Индия.
При пациенти с напреднало заболяване понякога се наблюдава маниакално състояние, по-продължително и свързано с по-силна раздразнителност и познавателно увреждане и по-слаба еуфория, отколкото маниите при същинско биполярно разстройство. Този синдром се наблюдава по-рядко при използване на комбинирана терапия.

## Как се предава инфекцията
Основни пътища за предаване на инфекцията са:
- Полов път (при възрастни и юноши – при хетеросексуални и хомосексуални отношения, както и при хора, занимаващи се с професионални сексуални услуги);
- Чрез заразени медицински инструменти – при използване на заразени с вируса игли на спринцовки, катетри и други подобни. Този начин на заразяване се наблюдава при наркомани.
- По кръвен път (хемотрансфузионен) – с преливане на заразена кръв или нейни компоненти, като кръвна плазма;
- Перинатален – по време на раждане на бебе от болна майка;
- Трансплантационен път – чрез присаждане на заразени органи, както и при изкуствено оплождане със заразена сперма;
- Чрез млякото на заразената майка;
- Професионални или битови наранявания, при които се образуват рани. Хора с такива рани могат да се заразят при пряк контакт с кръв или някои други секрети от болни от ХИВ инфекция индивиди.

ХИВ-инфекцията не може да се предаде чрез слюнка или по въздушен път, а също така чрез водата или храната. Слюнката може да представлява опасност само ако в нея има кръв.

## Стадии
Класификация според Световната здравна организация
През 1990 г., Световната здравна организация (СЗО) групира инфекциите и болестните състояния наблюдавани при заразени с ХИВ в няколко стадии.
Класификацията е обновена през 2005. Повечето от опортюнистични инфекции се лекуват лесно при незаразени хора.
- Стадий I: ХИВ инфекцията е без симптоми и не се категоризира като СПИН.
- Стадий II: включва рецидивиращи язви в устната кухина и повтарящи се инфекции на горните дихателни пътища.
- Стадий III: включва хронична диария продължаваща повече от месец, тежки бактериални инфекции и белодробна туберкулоза.
- Стадий IV: включва тежки опортюнистични инфекции и/или саркома на Капоши; Тези заболявания са индикатори за СПИН.

Симптомите в различните стадии са най-вече следните:
- Стадий на първичната ХИВ инфекция – характеризира се с настъпването на симптоми в 80 – 90 % от заразените. Останалите нямат въобще никакви симптоми, възможно е също те да останат незабелязани. Появяват се няколко дни след заразяването и продължават до няколко седмици (в някои случаи месеци). Първоначалните симптоми наподобяват грипа, или обикновената настинка. Характерни са висока температура, възпалено гърло, гадене, повръщане, кожни обриви, диария, липса на апетит, отпадналост, умора, главоболие, болки в ставите и подуване на шийните лимфни възли. В този период, ако болният няма съмнение за ХИВ инфекция, тя обикновено остава неоткрита. Серологичните тестове (които откриват антитела в кръвта) стават позититивни най-малко месец след заразяването (след 3 до 6 месеца може да се определи с абсолютна точност), защото в началото болестта е все още в инкубационния си период и организма не е изработил антитела срещу вируса.

- Латентен стадий – период, в който липсват каквито и да е било симптоми за инфекция. Заразеният се чувства здрав, но вирусът все още е в него и постепенно намалява защитните сили на организма. Този период продължава от няколко месеца до 10 или повече години (средно от 8 до 10). Откриване на вируса може да стане само с лабораторни изследвания (ХИВ тест).

- Междинен период – характеризира се с увеличените лимфни възли по цялото тяло. В началото това може да се случи с лимфни възли само в една област, но впоследствие се наблюдава на две или повече места (шията, под мишниците, слабините). Границата между този и следващият стадий не е рязка и обхваща няколко месеца, в които бавно започват да се появяват симптомите на развития СПИН.

- СПИН стадий. Когато броя на CD4+ лимфоцитите спадне под 200 на микролитър кръв, обикновено става въпрос за развит СПИН, чиито симптоми са много разнообразни. Симптомите на СПИН всъщност са симптоми на болести и състояния, които се развиват при човек с повредена имунна система. Опортюнистичните инфекции са често срещани сред болните от СПИН. Описани са общо 26 вида инфекции, които са характерни за СПИН. Те не се проявяват при хора с нормално работеща имунна система. Най-често това са: бактериални, вирусни и гъбични опортюнистични инфекции, гъбичката кандида (причиняваща кандидоза), обикновения херпес, пневмония, загуба на тегло, белодробни заболявания, диария, кашлица, недостиг на въздух, отслабване на зрението, възпаление на очите или менингит или други мозъчни възпаления, различни злокачествени видове рак и лимфоми, сарком на Капоши, припадъци, кома и смърт.

## Причини
HIV (Human Immunodeficiency Virus) е вирус от семейството на ретровирусите.
Вирусът поразява кръвните клетки, които имат CD4 рецептори, като CD4+Т-лимфоцити, макрофагите и дендритни клетки. Това са клетки, много важни за имунната система. Сумата от CD4+ клетки е ключово мерило за здравето на имунната система. Колкото е по-малък броят на тези клетки, толкова по-голяма вреда е нанесъл ХИВ.
Според Центровете за контрол на болестта на Съединените щати, всеки, който има по-малко от 200 CD4+ клетки на микролитър кръв, се счита за болен от СПИН.

## Диагноза на ХИВ инфекция
Инфекцията се диагностицира предимно чрез кръвен тест. Той се базира на факта, че при инфекция с ХИВ в организма се изработват антитела. Ако такива антитела бъдат открити, се правят допълнителни уточняващи тестове.
Диагнозата HIV инфекция се поставя въз основа на оплакванията и резултатите от кръвните изследвания, а доста често това става случайно при рутинни изследвания без да има каквито и да било оплаквания. За диагнозата СПИН трябва да се докаже налична инфекция с HIV вируса в комбинация с определени оплаквания, наличие на някое характерно за СПИН състояние и определени промени в имунологичните изследвания.
При първата си среща с Вас, лекарят ще Ви разпита подробно за възможните рискови фактори за налична инфекция с HIV. Важна е информацията за Вашите сексуални партньори, ползването или не на презервативи при осъществяване на полов акт, осъществяване на хомосексуален контакт с мъже, използване на общи игли и спринцовки при инжектиране на наркотици и други вещества, претърпени кръвопреливания или преливания на кръвни продукти, професия и др. Лекарят ще Ви разпита и за Вашите оплаквания като повишена температура, отслабване на тегло, болки по мускулите и ставите, главоболие, умора, кашлица, недостиг на въздух, диария и болести, от които сте страдали напоследък както инфекции, кожни обриви, пневмонии, ракови заболявания и др.
Ако спадате към някоя от рисковите групи за заразяване с HIV или лекарят подозира, че може да сте заразени с HIV, могат да Ви бъдат направени редица изследвания:
- рутинните кръвни и уринни изследвания не показват съществени отклонения, в тях могат да се открият промени, сочещи някаква вирусна инфекция в организма
- за доказване на опортюнистични инфекции и техните причинители се извършват микробиологични изследвания – изследване на секрети и парченца тъкан от тялото за наличието на необичайните бактерии, гъби, паразити и вируси, предизвикващи опортюнистичните инфекции
- имунологични изследвания – те показват различните параметри на елементите на имунната система, При HIV и СПИН могат да се открият намален брой CD4+ лимфоцити и променени съотношения между отделните видове имунни клетки.
- серологични изследвания – диагнозата HIV инфекция или СПИН, се доказва чрез серологични изследвания; те търсят в кръвта на пациента специфични антитела, насочени срещу вируса HIV или откриват директно вирусни частици. Рутинното изследване за HIV/СПИН е от типа ELISA и открива антитела срещу HIV. Антителата срещу HIV се изработват за 3 до 6 месеца след заразяването, т.е. отрицателен резултат от изследване, проведено по-рано от 6 месеца след рисков сексуален или друг контакт не отхвърля със сигурност HIV инфекция. Тъй като HIV/СПИН е сериозна диагноза, резултатите от ELISA теста за антитела срещу HIV се потвърждават от повторно, по-точно изследване, наречено Имуноблот. Това изследване също изследва антитела срещу HIV, което означава, че резултатът може да е фалшиво отрицателен през първите 6 месеца от рисковия контакт с евентуално заразен от HIV или болен от СПИН. За потвърждаване на диагнозата HIV инфекция след положителни резултати от посочените по-горе тестове както и за поставяне на диагнозата в интервала до 6-ия месец от предполагаемото заразяване се извършва изследване на вирусната рибонуклеинова киселина (РНК) в кръвта или т. нар. „вирусен товар“. Това изследване открива директно вируса и е способно да посочи диагнозата още по време на първичната HIV инфекция (или остър HIV синдром), когато тестовете за антитела срещу вируса са отрицателни. Това е важно, тъй като заболяването показва по-благоприятно протичане и по-дълга преживяемост при ранно започнато лечение. Изследването на вирусната РНК се прилага и за преценка на състоянието на кърмачетата, родени от заразени с HIV или болни от СПИН майки. Тези деца могат да бъдат заразени или не с вируса HIV, но всички те носят в кръвта си (в продължение на няколко месеца) антитела срещу вируса, предадени от майката. Преди 15-месечна възраст, диагнозата HIV инфекция може да се постави само чрез изследване на евентуално наличие на вирусна РНК в кръвта на бебето. Смята се, че след тази възраст децата се „изчистват“ от майчините антитела и при налична инфекция вече образуват свои собствени антитела срещу HIV.

## Разновидности и специфика
Съществуват поне 9 известни разновидности на болестта. Този патогенен микроорганизъм оцелява само в течна среда. Високата концентрация на вируса се наблюдава в кръвта, спермата и вагиналния секрет.
Клетките атакувани от ХИВ, са т. нар. хелперни лимфоцити Т4 (един от видовете бели кръвни телца), които са част от имунната система на човека и именно те се разрушават в резултат на инфекцията.
Времето от момента на заразата до проявата на болестта варират в широки граници, като инкубационният период може да трае дори до 11 години.
Вирусът е изненадващо чувствителен към 70%-ов разтвор на спирт и хлорна вар и се инактивира от антисептици. Той навлиза в човешкия организъм предимно по кръвен път или по полов акт и започва да се размножава.

## Епидемиология
През 2012 година в света има приблизително 35,3 млн. носители на HIV. Около 90% от тях живеят в развиващите се страни, като 2/3 от заразените са в Африка, южно от Сахара. Ежегодно за борба срещу СПИН се заделят около 18 милиарда долара, но 90% от тези пари се насочват за развиващите се страни. По света се изразходват 2.6 милиарда долара за образователни програми свързвани с предпазването от СПИН.